# تاريخ أوغندا

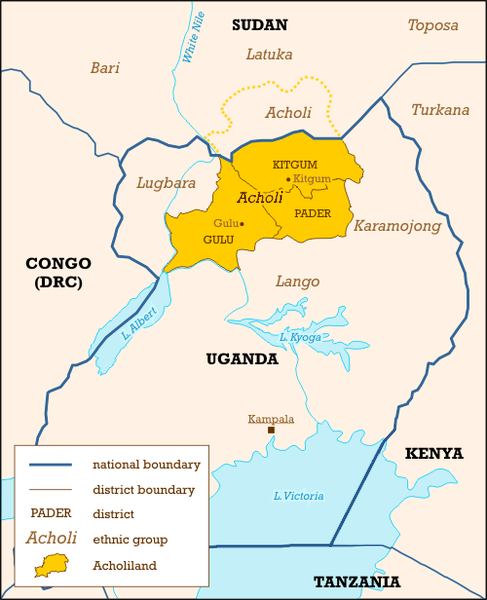
موقع اوغندا

يشتمل تاريخ أوغندا على تاريخ الأشخاص الذين سكنوا المنطقة التي تُعرف اليوم بأوغندا قبل تأسيس جمهورية أوغندا، ويشتمل على تاريخ ذلك البلد بمجرد إنشائه. تشير الأدلة من العصر الحجري القديم أن البشر سكنوا في أوغندا لما لا يقل عن 50 ألف عام. أزيلت غابات أوغندا بصورة تدريجية للزراعة من قبل شعب ربما تحدث لغات البانتو. في عام 1894، أصبحت أوغندا محمية تابعة للإمبراطورية البريطانية، وفي عام 1962 منحت المملكة المتحدة الاستقلال لأوغندا. خلع عيدي أمين ميلتون أوبوتي في عام 1971 ليصبح حاكمًا لأوغندا، وهو المنصب الذي سيشغله حتى الإطاحة به في عام 1979 نتيجة الحرب بين أوغندا وتنزانيا. بعد سلسلة من القادة الآخرين، تولى يويري موسيفيني السلطة في عام 1986 وبات منذ ذلك الوقت قائدًا لأوغندا.

## العصور ما قبل الكولونيالية
تعود أدلة العصر الحجري القديم على النشاط البشري في أوغندا إلى ما لا يقل عن 50 ألف عام، وربما تصل إلى 100 ألف عام حسبما يتضح من الأدوات الحجرية الأشولينية التي استعيدت من المناطق المجاورة السابقة لبحيرة فيكتوريا التي كُشف عنها على طول وادي نهر كاجيرا، وبشكل رئيسي حول نسونيزي.
من المحتمل أن يكون المزارعون الذين أزالوا الغابة تدريجيًا مجموعة تتحدث لغة البانتو، والذين سيطر توسعهم البطيء ولكن الذي لا يرحم تدريجيًا على معظم أفريقيا جنوب الصحراء. وربّوا أيضًا الماعز والدجاج، ومن المحتمل أنهم احتفظوا ببعض الماشية بحلول عام 400 قبل الميلاد. أتاحت لهم معرفتهم بالزراعة واستخدام تقنيات تشكيل الحديد أن يحرثوا الأرض وإطعام أعداد أكبر من السكان. وهجّروا مجموعات صغيرة من الصيادين وجامعي الثمار من السكان الأصليين، وانتقلوا إلى الجبال التي يكون الوصول إليها صعبًا.
في تلك الفترة، وبحلول القرن الأول الميلادي وربما في وقت مبكر من القرن الرابع قبل الميلاد في غرب تنزانيا، كان بعض علماء الفلزات الناطقين بالبانتو يتقنون صهر الحديد من أجل إنتاج الفولاذ الكربوني متوسط الدرجة في أفران السحب القسري المسبقة التسخين. على الرغم من أن معظم هذه التطورات كانت تحدث جنوب غرب الحدود الأوغندية الحديثة، استُخرج الحديد وصهر في أجزاء كثيرة من البلاد بعد ذلك بوقت قصير.

## محمية أوغندا (1894 – 1962)
في تسعينيات القرن التاسع عشر، استُقدم 32 ألف عامل من الهند البريطانية إلى شرق أفريقيا بموجب عقود عمل مؤقتة بهدف بناء سكة حديد أوغندا. عاد معظم الهنود الناجين إلى وطنهم، إلا أن 6742 هنديًا قرروا البقاء في شرق أفريقيا بعد اكتمال خط السكة. في وقت لاحق، أصبح البعض منهم تجارًا وسيطروا على حلج القطن وتجارة التجزئة.
منذ عام 1900 حتى عام 1920، قتل وباء داء المثقبيات الأفريقي في الجزء الجنوبي من أوغندا، على طول الشواطئ الشمالية لبحيرة فيكتوريا، أكثر من 250 ألف شخص.

## أوغندا المستقلة الأولى (1962 – 1971)
منحت بريطانيا الاستقلال لأوغندا في عام 1962، على الرغم من إجراء انتخابات أدت إلى الحكم الذاتي الداخلي في 1 مارس 1961. أصبح بينيديكتو كيوانوكا من الحزب الديمقراطي أول رئيس للوزراء. انتُخب ميلتون أوبوتي رئيسًا للوزراء في أبريل من عام 1962 وأصبحت أوغندا جمهورية في أكتوبر 1962، لتحتفظ بعضويتها في الكومنولث.
في السنوات التالية، تنافس مؤيدو الدولة المركزية مع مؤيدي اتحاد متقلقل ودور قوي للممالك المحلية ذات القاعدة القبلية. بلغت المناورات السياسية ذروتها في فبراير من عام 1966، حين علق ميلتون أوبوتي، رئيس الوزراء، الدستور وتولى جميع السلطات الحكومية، وألغى منصبي الرئيس ونائب الرئيس. في سبتمبر من عام 1967، أُعلنت أوغندا جمهوريةً بموجب دستور جديد منح الرئيس سلطات أكبر وألغى الممالك التقليدية.

## أوغندا في ظل عيدي أمين
بعد انقلاب عسكري في 25 يناير 1971، خُلع أوبوتي من السلطة واستولى الديكتاتور عيدي أمين على البلاد. حكم أمين أوغندا مع الجيش للسنوات الثماني التالية ونفذ عمليات قتل جماعي داخل البلاد للحفاظ على حكمه. فقد عدد يقدر ب300 ألف أوغندي حياته على يد نظامه، العديد منهم كانوا في الشمال الذي ربطه بالموالين لأوبوتي. بصرف النظر عن الأعمال الوحشية التي ارتكبها، طرد أمين الأقلية الهندية من أصحاب المشاريع من أوغندا بالقوة، مما ترك اقتصاد البلاد في حالة من الخراب. في عام 1977 سرد كتاب دولة الدم، من تأليف أحد وزراء أمين السابقين بعد فراره من البلاد، بشكل بياني الفظائع التي ارتكبها.
في عام 1972، أجبر ما سُمي «أفرقة» أوغندا 982,759 أمريكي يحملون جواز سفر بريطاني على مغادرة أوغندا. دُعي قرابة 7000 منهم للاستقرار في كندا، إلا أنه لم يوافق على العرض سوى عدد محدود، وأفاد التعداد الكندي لعام 2006 بوجود 3300 شخص من أصل أوغندي في كندا. تسبب حكم أمين الذي دام ثمانية أعوام بتدهور اقتصادي وتفكك اجتماعي وانتهاكات جسيمة لحقوق الإنسان. كانت مجموعتا أتشولي ولانغي الإثنية على وجه الخصوص هدفًا للاضطهاد السياسي الذي قام به أمين لأنهم كانوا قد دعموا أوبوتي وكانوا يشكلون قسمًا كبيرًا من الجيش. في عام 1978، قدّرت لجنة الحقوقيين الدولية أن ما يزيد عن 100 ألف أوغندي قد قُتلوا خلال حكم إرهاب أمين. وقدرت بعض السلطات الرقم بنحو 300 ألف، وهي إحصائية استُشهد بها في نهاية فيلم ملك اسكتلندا الأخير عام 2006، والذي أرخ جزءًا من ديكتاتورية أمين.
أسفرت مشاجرة حدودية شارك فيها منفيون أوغنديون كان معسكرهم على مقربة من الحدود الأوغندية لموتوكولا عن هجوم شنه الجيش الأوغندي على تنزانيا. في أكتوبر من عام 1978، صدت القوات المسلحة التنزانية توغل قوات أمين في الأراضي التنزانية. شن الجيش التنزاني، بدعم من المنفيين الأوغنديين، حرب تحرير ضد قوات أمين وأرسل الجيش الليبي جنودًا لمساعدته. في 11 أبريل 1979، سقطت العاصمة كامبالا ولاذ أمين بالفرار مع قواته المتبقية إلى ليبيا.
انتهى حكم أمين بعد الحرب بين أوغندا وتنزانيا في عام 1979 والتي غزت خلالها القوات التنزانية أوغندا بمساعدة المنفيين الأوغنديين. أفضى ذلك إلى عودة أوبوتي الذي أطيح به مرة أخرى في عام 1985 من قبل الجنرال تيتو أوكيلو. حكم أوكيلو لمدة ستة أشهر إلى أن خُلع. حدث هذا بعد ما سُمي «حرب الأجمات الأوغندية» من قبل جيش المقاومة الوطني الذي كان يعمل تحت قيادة يوري موسيفيني، ومجموعات متمردة مختلفة، بما في ذلك الحركة الديمقراطية الفيدرالية التي كان يقودها أندرو كاييرا، وجماعة أخرى تابعة لجون نكوانجا. نفذ الجيش خلال حرب الأجمات الأوغندية عمليات قتل جماعي لغير المقاتلين.

## أوغندا منذ عام 1979
بعد الإطاحة بأمين، شكلت جبهة التحرير الوطنية الأوغندية حكومة مؤقتة برئاسة يوسف لولي وجيريمايا لوكاس أوبيرا أمينًا عامًا لجبهة التحرير الوطنية الأوغندية. تبنت هذه الحكومة نظامًا وزاريًا للإدارة وأقامت جهازًا شبه برلماني عُرف باسم اللجنة الاستشارية الوطنية. عكست اللجنة الاستشارية الوطنية وحكومة لولي وجهات نظر سياسية متباينة بشدة. في يونيو من عام 1979، وبعد نزاع حول مدى الصلاحيات الرئاسية، استبدلت اللجنة الاستشارية الوطنية لولي بجودفري بينايسا.
وفي نزاع مستمر حول صلاحيات الرئاسة المؤقتة، أطيح ببينايسا في مايو من عام 1980.